# Liga de Basquete Feminino de 2020
A Liga de Basquete Feminino de 2020 ou LBF CAIXA X foi uma competição brasileira de basquete feminino organizada pela Liga Nacional de Basquete. Foi a décima edição do campeonato organizado pela LNB, com a chancela da Confederação Brasileira de Basketball. Este torneio, é totalmente organizado pelos clubes participantes. A transmissão foi ESPN Brasil e da TV Cultura. A partir desta temporada até 2022, a abertura do campeonato ocorre em 8 de março, no Dia Internacional da Mulher.
Devido a pandemia de COVID-19, a temporada foi suspensa temporariamente após a partida entre SESI e Sampaio Corrêa no dia 13 de março.Em 24 de junho de 2020, a LBF interrompe em definitivo a temporada.

## Regulamento
As 8 equipes se enfrentam em turno e returno, classificando as 8 para a fase seguinte. Na fase quartas-de-final e semifinais, com os quatro melhores classificados diretamente para as finais, sempre em uma melhor de três jogos. A série final será disputada em melhor de cinco jogos, com os confrontos de mata-mata sendo disputados no modelo 2-2-1, com os Jogos 1, 2 e 5 sendo realizados na casa da equipe de melhor campanha na fase de classificação.

## Participantes
| Equipe          | Cidade         | Em 2019 | Ginásio            | Capacidade | Títulos da LBF   | Blumenau Sampaio Corrêa Ituano Santo André SESI Campinas Pró Esporte LSB-RJLocalização das equipes participantes. |
| --------------- | -------------- | ------- | ------------------ | ---------- | ---------------- | --- |
| Sampaio Corrêa  | São Luís       | 1º      | Castelinho         | 2 000      | 2 (2015/16;2019) | Blumenau Sampaio Corrêa Ituano Santo André SESI Campinas Pró Esporte LSB-RJLocalização das equipes participantes. |
| Ituano          | Itu            | 7º      | Joaquim de Moraes  | 850        | 0 (não possui)   | Blumenau Sampaio Corrêa Ituano Santo André SESI Campinas Pró Esporte LSB-RJLocalização das equipes participantes. |
| Santo André     | Santo André    | 3º      | Pedro Dell'Antonia | 4 500      | 1 (2010/11)      | Blumenau Sampaio Corrêa Ituano Santo André SESI Campinas Pró Esporte LSB-RJLocalização das equipes participantes. |
| Blumenau        | Blumenau       | 5º      | Galegão            | 4 000      | 0 (não possui)   | Blumenau Sampaio Corrêa Ituano Santo André SESI Campinas Pró Esporte LSB-RJLocalização das equipes participantes. |
| SESI Araraquara | Araraquara     | 6º      | Gigantão           | 4 000      | 0 (não possui)   | Blumenau Sampaio Corrêa Ituano Santo André SESI Campinas Pró Esporte LSB-RJLocalização das equipes participantes. |
| Campinas        | Campinas       | 2º      | AAPP Paineiras     | 5 000      | 1 (2018)         | Blumenau Sampaio Corrêa Ituano Santo André SESI Campinas Pró Esporte LSB-RJLocalização das equipes participantes. |
| Pró Esporte     | Sorocaba       | 10º     | Gualberto Moreira  | 3 000      | 0 (não possui)   | Blumenau Sampaio Corrêa Ituano Santo André SESI Campinas Pró Esporte LSB-RJLocalização das equipes participantes. |
| LSB-RJ          | Rio de Janeiro | 9º      | Arena Deodoro      | 2 000      | 0 (não possui)   | Blumenau Sampaio Corrêa Ituano Santo André SESI Campinas Pró Esporte LSB-RJLocalização das equipes participantes. |

## Primeira Fase

### Classificação
| Pos | Times                | %   | Pts | J | V | D | PF | PS | PA  | Classificação ou rebaixamento |
| --- | -------------------- | --- | --- | - | - | - | -- | -- | --- | ----------------------------- |
| 1   | Sampaio Corrêa       | 100 | 2   | 1 | 1 | 0 | 76 | 46 | 30  | Classificado para os Playoffs |
| 2   | Basquete Campinas    | 100 | 2   | 1 | 1 | 0 | 98 | 85 | 13  | Classificado para os Playoffs |
| 3   | Santo André          | 100 | 2   | 1 | 1 | 0 | 73 | 71 | 2   | Classificado para os Playoffs |
| 4   | Ituano               | 0   | 1   | 1 | 0 | 1 | 71 | 73 | –2  | Classificado para os Playoffs |
| 5   | Pró-Esporte Sorocaba | 0   | 1   | 1 | 0 | 1 | 85 | 98 | –13 | Classificado para os Playoffs |
| 6   | SESI Araraquara      | 0   | 1   | 1 | 0 | 1 | 46 | 76 | –30 | Classificado para os Playoffs |
| 7   | Blumenau             | 0   | 0   | 0 | 0 | 0 | 0  | 0  | 0   | Classificado para os Playoffs |
| 8   | LSB-RJ               | 0   | 0   | 0 | 0 | 0 | 0  | 0  | 0   | Classificado para os Playoffs |

### Confrontos
Para ler a tabela, a linha horizontal representa os jogos da equipe como mandante. A coluna vertical indica os jogos da equipe como visitante.
|                      | SCB | BLU | ITU | AND   | CAM | LSB | PRO   | SES   |
| Sampaio Corrêa       |     |     |     |       |     |     |       | 76–46 |
| Blumenau             |     |     |     |       |     |     |       |       |
| Ituano               |     |     |     | 71–73 |     |     |       |       |
| Santo André          |     |     |     |       |     |     |       |       |
| Campinas             |     |     |     |       |     |     | 98–85 |       |
| LSB-RJ               |     |     |     |       |     |     |       |       |
| Pró-Esporte Sorocaba |     |     |     |       |     |     |       |       |
| SESI Araraquara      |     |     |     |       |     |     |       |       |

## Premiação
| Liga de Basquete Feminino de 2020        |
| Brasil                                   |
| ---------------------------------------- |
| A definir Campeão (?° título Brasileiro) |